# HD 83261
HD 83261，又名CD-24 8263，SAO 177738、HR 3828，是一颗恒星，视星等为6.53，位于銀經256.32，銀緯20.05，其B1900.0坐标为赤經9h 32m 3.3s，赤緯-24° 20.05′ 23″。